# Acciaierie di Cornigliano
Le Acciaierie di Cornigliano sono un complesso siderurgico di Genova, sito nell'omonimo quartiere. Venne controllato prima dall’Ansaldo, dalla Finsider e dal Gruppo Riva tramite l'ILVA. Dal 2018 lo stabilimento è di proprietà di ArcelorMittal Italia che ha rilevato l'ILVA. Nel 2020 sta passando alla statale Invitalia.

## Storia

### Le acciaierie e fonderie Ansaldo di Campi

Opere di riempimento delle aree a mare necessarie per l'edificazione delle Acciaierie di Cornigliano. Automezzi Berta Autotrasporti che saranno sostituiti, dopo la Seconda guerra mondiale con Mack M123 e AEC Matador.

A Campi l’Ansaldo nel 1897 acquisisce un’officina siderurgica, della Società Italiana Delta, e successivamente a partire dal 1902 al 1912 prima Ferdinando Maria Perrone divenuto proprietario dell’Ansaldo e poi i suoi figli ampliano l’impianto con nuove attrezzature, capannoni e magazzini allargandosi a macchia d’olio su tutto il territorio della bassa Val Polcevera. Il disegno di Ferdinando Maria Perrone era di poter controllare tutti i processi produttivi legati alle trasformazioni del materiale ferroso: dallo scavo del carbone (miniere e stabilimento di Cogne) alla realizzazione dell’acciaio per la produzione dei prodotti finiti. In essi l’Ansaldo produrrà, nel tempo, dalle locomotive alle automobili, dalle macchine fotografiche alle turbine a vapore, dai proiettili di artiglieria alle strutture necessarie alla realizzazione delle grandi navi da guerra e passeggeri.
Il nuovo stabilimento Ansaldo fu attrezzato con magli e presse di varie dimensioni. Nei primi anni Dieci una grande pressa da 8.000 ton era stata installata, ma si rese necessaria una macchina ancora più potente per produrre fucinati di grandi dimensioni e corazze navali, quali la crescente industrializzazione del paese richiedeva. Così il 1º aprile 1913 Ansaldo, dopo una gara fra i possibili fornitori per una grande pressa, ordina alla Soc. Haniel & Lueg di Düsseldorf “una pressa idraulica a fucinare e sagomare da 12.000 tonnellate di pressione con 520 atmosfere, al prezzo di Lit. 730.000”.
Ancora nello stesso mese di aprile, in accordo con il fornitore, Ansaldo modifica l’ordine sostituendo “una pressa a sagomare di 12.000 tonnellate” alla pressa a fucinare e sagomare oggetto del contratto precedente. Con tale modifica la macchina cambia completamente aspetto e dimensioni ed il prezzo scende a Lit.496.000. La nuova macchina è, infatti, più semplice della precedente: nella prima l’equipaggio premente scende dall’alto e deve essere richiamato con pistoni ausiliari, nella seconda invece sale dal basso e può discendere per gravità, avendo quindi un circuito idraulico meno complesso.
La nuova pressa ha una considerevole distanza fra le colonne, per consentire la raddrizzatura a caldo di grandi e spesse corazze navali. La traversa superiore è registrabile in altezza con un congegno elettromeccanico. Quella inferiore è spinta verso l’alto da due enormi pistoni alimentati dall’acqua in pressione. La potenza è sempre “12.000 tonnellate di pressione con 520 atmosfere”. Questa dicitura fu voluta espressamente dall'ing. Perrone, direttore generale, che in un appunto a mano sulla minuta dell’ordine scrive: “il fornitore prende atto del desiderio della ditta Ansaldo che sia cambiata l’intestazione dei piani mettendo su tutti l’indicazione della potenza di 15.000 ton”. La pressa quindi, presumibilmente per motivi di pubblicità, sarà chiamata da 15.000 ton anche se nella realtà non lo era. Contestualmente venne ordinato un carroponte di potenza adeguata ai grandi pezzi che si sarebbero lavorati sulla pressa, le parti accessorie, le opere edili con fondazioni che arrivarono a 7 metri di profondità rispetto al piano d’officina. La pressa venne consegnata nei tempi contrattuali e messa in funzione definitivamente a inizio 1915.
La pressa lavorò per decenni a forgiare, sagomare, spianare grandi pezzi del peso di decine di tonnellate, per ricavare assi portaelica, corazze per navi, casse e rotori per turbine, dritti di prora e di poppa, assi del timone, e fu operativa fino alla fine degli anni Ottanta. In tutta Italia non ci fu altra pressa più potente per lungo tempo solo nel 1935 le Acciaierie di Terni installarono una pressa della stessa potenza: 12.000 ton.

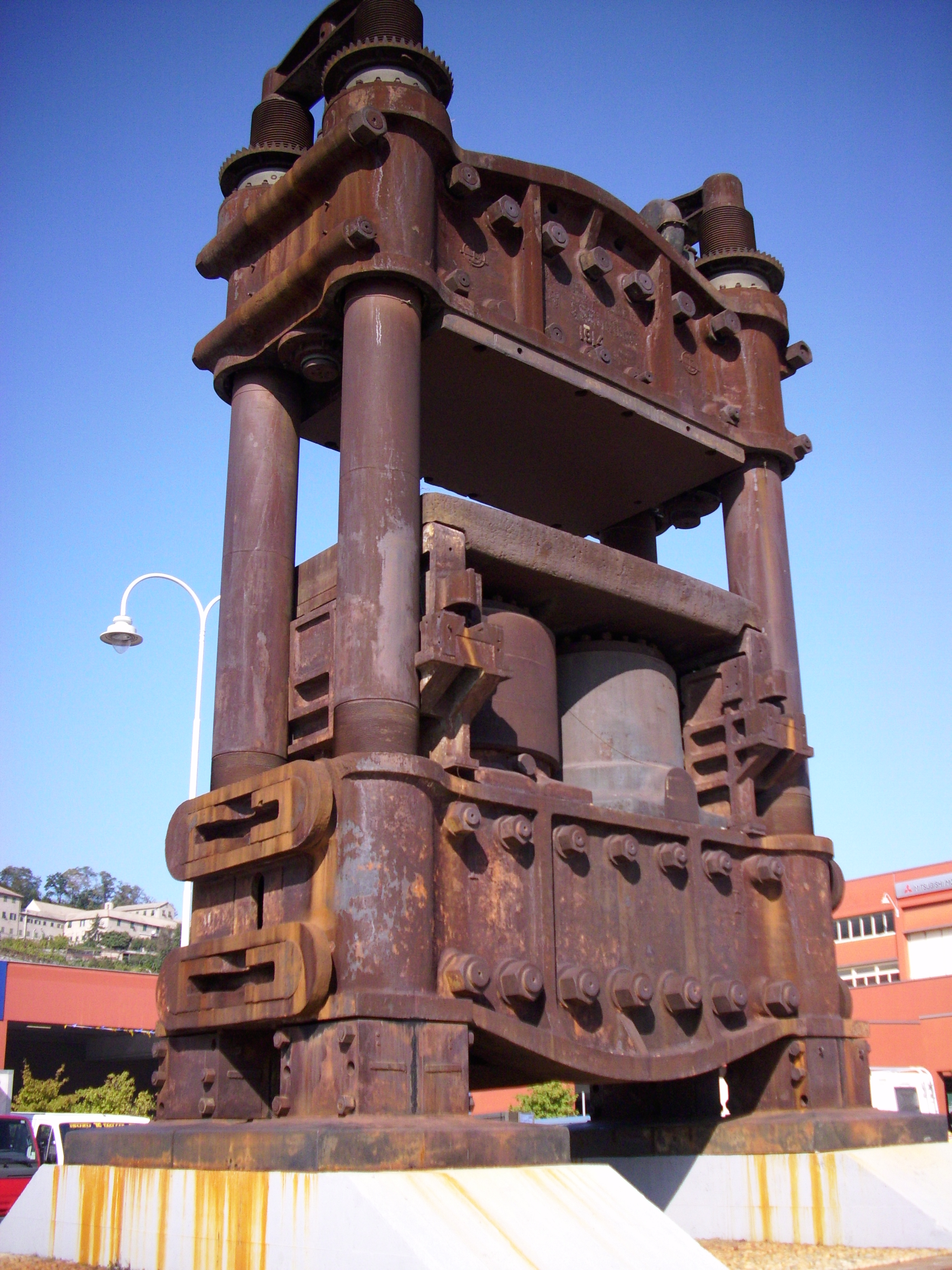
La pressa per fucinatura da 15000 tonnellate prima del restauro del 2011 nell'area degli stabilimenti Ansaldo-SIAC di Campi.

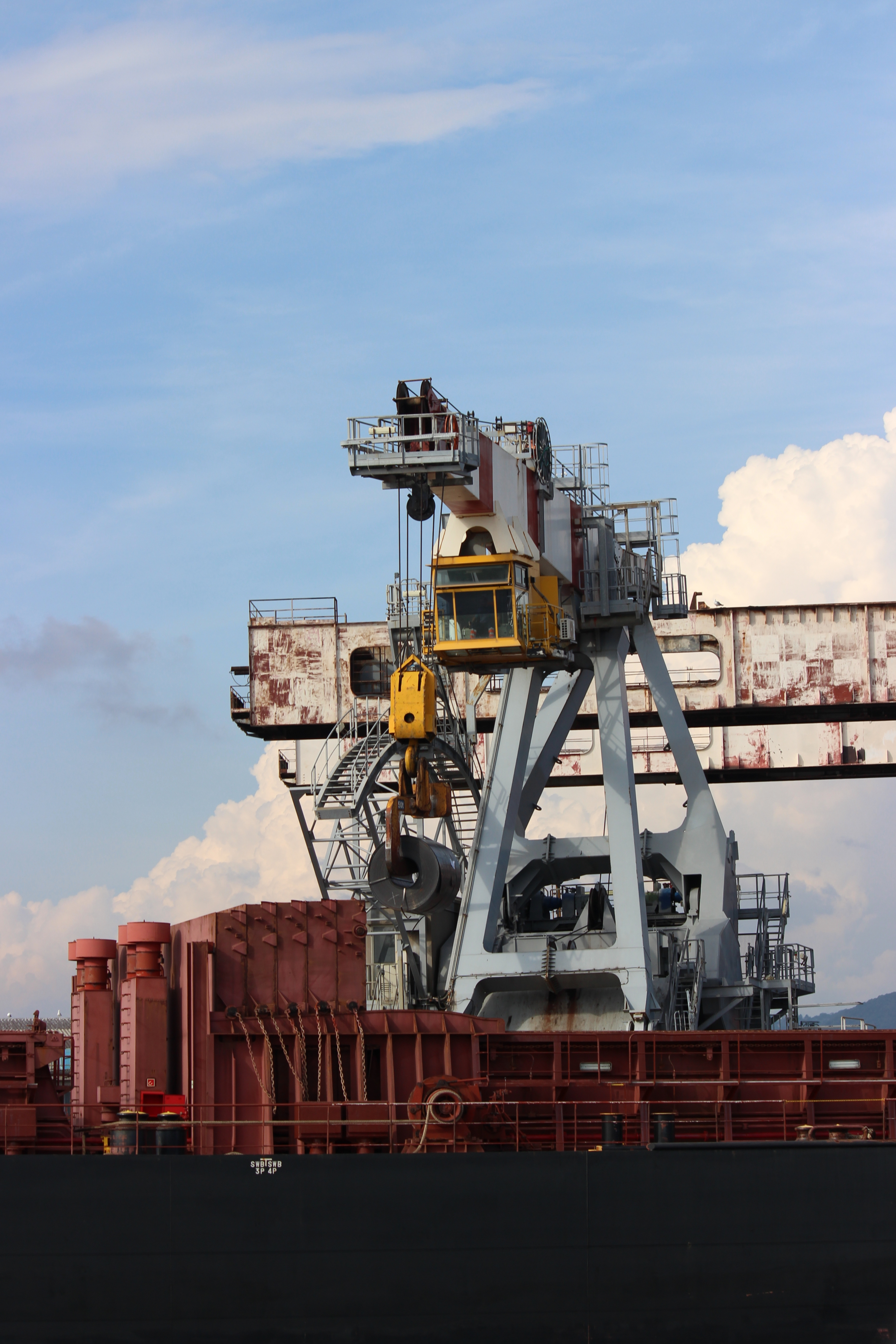
Una gru dei moli delle acciaierie di Cornigiliano intenta a movimentare un rotolo di lamiera d'acciaio in una foto del 2014.

### SIAC
La società nasce nel 1934 con il nome di Società Italiana Acciaierie di Cornigliano (SIAC) con l'obiettivo di raggruppare e razionalizzare le attività siderurgiche dell'Ansaldo, avviate sin dal 1898 e incentrate negli stabilimenti di Campi (Genova).
Nello stesso anno la società passò sotto il controllo dell'IRI.
Nel 1938 l'intero pacchetto azionario era in possesso della Finsider; Nel 1938 la SIAC su impulso di Agostino Rocca e Oscar Sinigaglia progetta un nuovo grande impianto siderurgico a ciclo integrale di cui viene avviata nell'anno successivo la costruzione dello stabilimento nel quartiere di Cornigliano vicino al mare che, dopo le distruzioni della seconda guerra mondiale, fu dedicato a Oscar Sinigaglia. Terminato nel 1942 non entrerà mai in funzione poiché dopo l'armistizio verrà smontato dalle truppe tedesche presenti in città e trasferito in Germania.

#### Il dopoguerra
Nel 1950, dopo l’azione di recupero degli impianti asportati dai tedeschi, la SIAC riavvia le attività per la ricostruzione e l’ampliamento che nel 1951 vengono affidate alla Cornigliano Società per Costruzione Impianti Industriali. Costituita nel 1948 nell’ambito Finsider questa società, con atto di apporto del 9 ottobre 1951, rileva lo stabilimento che verrà poi intitolato ad Oscar Sinigaglia assumendo la denominazione sociale di Cornigliano S.p.A.
Nel 1953 entra in funzione la nuova acciaieria a ciclo integrale di Cornigliano. La ricostruzione nel dopoguerra dello "stabilimento Oscar Sinigaglia" permise a Genova di diventare un polo di attrazione per i lavoratori di tutta Italia, in particolar modo dal Sud. Per l'edificazione dello stabilimento e del vicino aeroporto di Sestri Ponente si dovette abbattere il 14 aprile 1951 lo storico Castello Raggio. Il riempimento delle aree a mare su cui sorsero gli stabilimenti e il contiguo Aeroporto di Genova-Sestri venne realizzato dalla ditta Berta Autotrasporti che si avvalse di automezzi militari come Mack M123 e AEC Matador acquistati dall'Esercito americano e riconvertiti a civile. Conclusa la fase di riempimento Berta Autotrasporti procedette con il trasporto in loco degli enormi altiforni come carichi eccezionali e della maggior parte dei materiali necessari alla realizzazione degli stabilimenti.
Terminata la costruzione, Berta Autotrasporti diventerà partner principale delle Acciaierie di Cornigliano fino al primo decennio degli Anni 2000, assistendo anche al cambio di denominazione in Italsider prima e in Ilva successivamente, trasportando ogni loro prodotto in qualsiasi parte del Nord Italia, grazie a contratti in esclusiva. Berta Autotrasporti si è rivelata fondamentale per la realizzazione della Società, anche potendo vantare un parco automezzi in grado di movimentare coils, lamiere, cilindri, lingottiere, siviere e qualsiasi prodotto dello stabilimento in genere, sia per tipologia che per volumi di merci trasportate. 
Nel 1958 le acciaierie occupano un'area di 1.000.000 di m2 (di cui 2/3 strappati al mare), con una propria rete ferroviaria e molo attrezzato per lo scarico delle materie prime; constano di una cokeria a tre batterie, due alti forni, cinque forni Martin, oltre ai laminatoi e ad una linea di stagnatura elettrolitica. La produzione ha superato le 500.000 t di coke, 600.000 t di ghisa, 1.000.000 di t di acciaio; poco inferiore a 1.000.000 di t quella dei laminati. Le esportazioni hanno superato le 150.000 tonnellate.

### La fusione in Italsider
Nel 1961 l'azienda si fonde in ILVA - Alti Forni e Acciaierie d'Italia che assume la denominazione sociale di Italsider Alti Forni e Acciaierie Riunite ILVA e Cornigliano (solo Italsider nel 1964).
Nell'arco di quattro anni (1980-1984) assume la denominazione di Laminatoi di Calabria SpA e cambia sede, trasferita a Gioia Tauro, viene fusa in Siderlaminati SpA in seguito ridenominata in Laminatoi di Calabria, cambia nuovamente ragione sociale divenendo COGEA - Consorzio Genovese Acciaio SpA e torna ad avere la sede a Genova.

### La privatizzazione
Nel 1986 la Finsider (azionista di maggioranza tramite Italsider) si rivolge agli industriali siderurgici privati per privatizzare la società che nel 1988 viene rilevata dal Gruppo Riva e cambia nome in Acciaierie di Cornigliano.
Nel 1989 Il gruppo Riva dismette l’acciaieria di Campi. Al momento della chiusura, nel 1989, gli stabilimenti davano lavoro a circa 1200 persone ed avevano una capacità produttiva di 90.000 tonnellate di lamiere.. Le sue produzioni vengono trasferite a Taranto mentre rimane in funzione l’Italsider di Cornigliano.
Nel 2002 viene chiusa la cokeria e nel luglio del 2005 si raggiunge un’intesa tra proprietà e istituzioni, ratificata nella firma a ottobre 2005 degli accordi. In conseguenza dell’intesa tra il Gruppo Riva e le istituzioni, viene interamente dismessa la produzione a caldo (l’ultima colata è del 29 luglio 2005), e aree per circa 350000 m² vengono restituite alle istituzioni pubbliche. Tuttavia, viene interamente salvaguardata l’occupazione (circa 3.000 addetti diretti, oltre l’indotto), attraverso un piano industriale che potenzia le attività “a freddo” e che, in attesa dei nuovi impianti, prevede, per un periodo di tre anni, l’impiego dei circa 650 lavoratori posti in cassa integrazione in progetti di pubblica utilità promossi dagli Enti locali (tutela del verde, manutenzioni e altro). È un raro esempio di impresa privata (il gruppo Riva è uno dei principali gruppi industriali italiani e il sesto produttore mondiale di acciaio) che viene trasformata (e in parte dismessa) per una finalità di riqualificazione ambientale.
Nel giugno 2016 è entrata in funzione la nuova linea di Zincatura 5 con una capacità produttiva di 450.000 tonnellate all'anno. Attualmente (2019) lo stabilimento di Genova cura la verticalizzazione dei prodotti a caldo provenienti da Taranto, il solo in Italia del gruppo capace di produrre banda stagnata e cromata elettrolitica, ed occupa oltre mille dipendenti diretti.

## Teatro di fabbrica
Nel 1958 venne inaugurato il teatro dell'acciaieria. Per l'occasione Eduardo De Filippo rappresentò L'opera del pupo, seguito dalla farsa Pulcinella vedovo e disgraziato, padre severo di una figlia nubile di Antonio Petito.
La stagione regolare del teatro era affidata a due compagnie, in parte costituite da dipendenti dell'azienda, una per il teatro italiano e una per il teatro dialettale. Ognuna allestiva quattro o cinque spettacoli all'anno. Inoltre veniva ospitato qualche spettacolo del teatro stabile di Genova.
Nel 1960, con l'incorporazione della Cornigliano nell'Italsider, il teatro ricevette ulteriore impulso.

## Archivio
L'archivio delle Acciaierie di Cornigliano è confluito nella raccolta di documentazione della Fondazione Ansaldo.

## Dipendenti celebri
- Il rugbista Marco Bollesan fu operaio all'Italsider di Genova; quando cambiò squadra, questa ottenne per lui il trasferimento a Bagnoli nei stabilimenti Italsider di Bagnoli.
- Operaio dell'Italsider di Cornigliano era pure il sindacalista Guido Rossa (1934-1979), ucciso dalle Brigate Rosse.
- Il critico e scrittore Carlo Vita (1925-2019) è stato capo ufficio stampa dell'Italsider, di cui ha diretto la rivista aziendale dal 1960 al 1965.

## Opere dedicate
- Nel 1964 il compositore Luigi Nono ha dedicato la sua opera La fabbrica illuminata "agli operai della Italsider di Genova"[13].
- La storia dello stabilimento Italsider di Genova è stata pubblicata nel libro "La caduta dei giganti d'acciaio", di Sergio Fera, chimico industriale e metallurgista che vi ha trascorso la vita lavorativa.